# Zujevina
Zujevina  je rijeka u Bosni i Hercegovini.
Ona je najveći riječni tok u bosanskohercegovačkoj općini Hadžići. Nastaje spajanjem potoka Kradenik i Resnik u Pazariću. Desne pritoke Zujevine su Ljubovčica, Krupa i Žunovnica, a lijeve Pazarićki potok, Vihrica i Rakovica. Zujevina je bogata potočnom pastrvom. S juga i istoka protječe podno Ormanja.